# Palazzo Conforti
Il Palazzo Conforti è un palazzo di Salerno, situato via Torquato Tasso, 56. Si trova nel rione "Madonna delle Grazie" del centro storico.

## La storia
Il palazzo apparteneva all'iniziale grande complesso monasteriale che esisteva al posto dell'attuale "Palazzo della Provincia di Salerno". Nel 1309 ne fu iniziata l'edificazione su un terreno prospiciente il mare, dove vi era stata la piccola chiesa di Sant'Angelo a mare, dell'alto medioevo.
L'edificio presenta una pianta rettangolare con quattro piani e si estende sul Lungomare, verso l'interno su vicolo Giudaica e su via Duomo. La facciata principale presenta sette balconi con decorazioni a stucco e un portale di ingresso in pietra con al lato due colonne nel quale è stato adagiato uno storico portone in legno di quercia con due imponenti battenti in ottone. Il restauro di quest'ultimo è avvenuto nel 1996.
Alla struttura appartiene la Cappella di Sant'Antonio dei Nobili che ha ingresso su via Duomo.
Alcuni appartamenti affacciano sulla cupola della cappella (che ospita l'attuale Presepe natalizio di Sant'Agostino).
L'interno si articola in un grande androne, inizialmente destinato a rimessa per le carrozze. Nel palazzo sono presenti vanelle e antichi pozzi risalenti all'Ottocento dai quali veniva prelevata acqua e venivano messi a refrigerare gli alimenti.
Al secondo piano, considerato "Piano Nobile", si trova un'importante abitazione con all'interno una serie di stanze poste in successione affaccianti sulla strada principale con dei soffitti dipinti dal celebre artista Gaetano D'Agostino, pittore e decoratore che si occupò della direzione e della realizzazione di questi lavori.
I lavori di decorazione ebbero inizio nell'ottobre del 1869, successivamente alla realizzazione delle decorazioni del Teatro Verdi del quale lui stesso fu protagonista.
Secondo la tradizione, in questo palazzo, è stato ospitato per una notte un alto funzionario del re Carlo Alberto di Savoia.